# Lijst van rijksmonumenten in Landsmeer
De gemeente en plaats Landsmeer telt 7 inschrijvingen in het rijksmonumentenregister, hieronder een overzicht. 
| Object                                    | Oorspronkelijke functie?  | Bouwjaar                                      | Architect | Locatie            | Coördinaten?                  | Nr.?   | Afbeelding        |
| ----------------------------------------- | ------------------------- | --------------------------------------------- | --------- | ------------------ | ----------------------------- | ------ | ----------------- |
| Huize Waterland                           | Woonhuis                  | laatste kwart 18e eeuw                        |           | Dorpsstraat 37     | 52° 25' 51" NB, 4° 54' 51" OL | 23821  | Meer afbeeldingen |
| Huis, in de kern een driebeukig hallehuis | Woonhuis                  | 17e eeuw (kern) 18e eeuw en later (gewijzigd) |           | Dorpsstraat 53     | 52° 25' 47" NB, 4° 54' 50" OL | 23822  | Meer afbeeldingen |
| Nederlands Hervormde Kerk                 | Kerk en kerkonderdeel     | 1852-1853                                     |           | Dorpsstraat 28     | 52° 25' 56" NB, 4° 54' 50" OL | 23823  | Meer afbeeldingen |
| Twiskemolen                               | Industrie- en poldermolen | 1974                                          |           | Het Luijendijkje 3 | 52° 26' 6" NB, 4° 53' 49" OL  | 23826  | Meer afbeeldingen |
| Doktershuis in streek-eigen bouwtrant     | Woonhuis                  | 1874                                          |           | Dorpsstraat 43     | 52° 25' 49" NB, 4° 54' 51" OL | 508228 | Meer afbeeldingen |
| Het Grote Huis                            | Woonhuis                  | 1863                                          |           | Dorpsstraat 54     | 52° 25' 52" NB, 4° 54' 49" OL | 508229 | Meer afbeeldingen |
| Voormalig eierpakhuis                     | Opslag                    | 1915                                          |           | Van Beekstraat 36  | 52° 25' 46" NB, 4° 55' 0" OL  | 508230 | Meer afbeeldingen |

Aalsmeer ·
Alkmaar ·
Amstelveen ·
Amsterdam ·
Bergen ·
Beverwijk ·
Blaricum ·
Bloemendaal ·
Castricum ·
Den Helder ·
Diemen ·
Dijk en Waard ·
Drechterland ·
Edam-Volendam ·
Enkhuizen ·
Gooise Meren ·
Haarlem ·
Haarlemmermeer ·
Heemskerk ·
Heemstede ·
Heiloo ·
Hilversum ·
Hollands Kroon ·
Hoorn ·
Huizen ·
Koggenland ·
Landsmeer ·
Laren ·
Medemblik ·
Oostzaan ·
Opmeer ·
Ouder-Amstel ·
Purmerend ·
Schagen ·
Stede Broec ·
Texel ·
Uitgeest ·
Uithoorn ·
Velsen ·
Waterland ·
Wijdemeren ·
Wormerland ·
Zaanstad ·
Zandvoort